# 黃竹洋 (沙田)
黃竹洋（英語：Wong Chuk Yeung），是一條位於香港新界的沙田火炭與針草坳之間的客家原居民村落，位於火炭渠的上游。因村落所處位置由於植了許多黃竹，村民遂取村名為「黃竹洋」。黃竹洋村是沙田九約之一——火炭約的其中條鄉村。

## 歷史
黃竹洋村由約十名祖籍廣東五華戴姓人士於清朝乾隆年間（公元1736至1795年）經寶安到沙田火炭半山建立，迄今已有三百餘年歷史。
過去，村民以種植稻米和斬柴燒炭為生，村中建有兩排緊密相連的村屋，在村後的山坡開墾了一大片梯田。後來種稻米逐漸式微，村民將所有農具捐贈到沙田博物館內收藏。當時村民建造了幾個炭窯出產木炭。其時，有較為富裕的大圍村村民經常偷偷到黃竹洋谷斬柴而非向黃竹洋村購買木炭，當兩村村民在路上碰頭時時常發生衝突。黃竹洋村男丁亦需要輪流到山嶺上守崗，防止有其他村村民斬柴。
1905年時，黃竹洋所有土地業權都是以其開基祖先名字向香港政府登記，直到今天。1911年，黃竹洋村有華人人口43人。
香港日治時期，村落曾遭日軍大肆破壞。根據老村民講述，曾有兩名日軍被打死並在村口燒屍，村民逃走到山上石岩洞藏匿，日軍走了後才從山上返回來。
1976年時香港政府收地發展火炭工業區，有部份村民現已搬往「桂地新村」，原村只留下破爛的舊屋。隨著丁屋政策實施，其後不斷發展，現時面貌已經變了，多了好多新式三層村屋。

## 重要建築
- 戴氏宗祠：位於黃竹洋村的正中心[7]
- 黃竹洋村炭窯
- 黃竹洋村學校

## 以黃竹洋命名的地方
- 黃竹洋街
- 黃竹洋村徑
- 駿洋邨（因位處黃竹洋街得名）

## 事件
2006年6月，火炭黃竹洋街的路面因大雨受到嚴重破壞，1輛停泊的車輛被洪水沖前數十米。 

## 交通
黃竹洋村位處深山，汽車只有經黃竹洋村徑可到達。專線小巴60K設有特別班次，每天有3-4班車於晨早及黃昏來回黃竹洋及沙田火車站。

## 文獻
- 沙田區議會. . 香港: 沙田區議會.